# KF Besa Pejë
El Klubi Futbollistik Besa Pejë és un equip de futbol de la ciutat de Pejë (Kosovo). El seu estadi és el Shahin Haxhiislami, i actualment juga a la Raiffeisen Superlliga.

## Palmarès
Superlliga de Kosovo
- Campions (8): 1961–62, 1965–66, 1977–78, 1988–89, 1997–98, 2004–05, 2005–06, 2006–07

Copa de Kosovo
- Campions (2): 2004–05, 2010–11,2014

Supercopa de Kosovo
- Campions (1): 2004–05